# Jurijs Rubenis
Jurijs Rubenis, w wersji rosyjskiej Jurij Ruben (ur. 15 kwietnia 1925 w Mohylewie, zm. 14 marca 2004 w Rydze) – polityk ZSRR, Łotysz, przewodniczący rady Ministrów Łotewskiej Socjalistycznej Republiki Radzieckiej w latach 1970-1988.
Od stycznia do sierpnia 1943 walczył na Froncie Północno-Zachodnim jako żołnierz 815 pułku artyleryjskiego Armii Czerwonej, 1946-1951 ukończył Łotewski Uniwersytet Państwowy i został inżynierem-mechanikiem. Od lutego 1953 w partii komunistycznej, 1958-1960 słuchacz Wyższej Szkoły Partyjnej przy KC KPZR, 1960-1963 I sekretarz Komitetu Miejskiego Komunistycznej Partii Łotwy (KPŁ) w Lipawie, a 1963-1966 w Rydze, od 1966 członek KC KPŁ. Od maja 1970 do października 1988 premier Łotewskiej SRR. 1971-1989 kandydat na członka KC KPZR. Deputowany do Rady Najwyższej ZSRR od 8 do 11 kadencji.

## Odznaczenia
- Order Lenina (trzykrotnie)
- Order Rewolucji Październikowej
- Order Wojny Ojczyźnianej I klasy
- Order Czerwonego Sztandaru Pracy (dwukrotnie)